# Joaquim Jayme
Joaquim Thomaz Jayme (Niquelândia, 24 de fevereiro de 1941 — Goiânia, 15 de maio de 2017) foi um compositor, maestro, pianista, arranjador, professor e musicólogo brasileiro. O maestro é considerado uma das maiores autoridades em música do Estado de Goiás. Foi o fundador do Coro do Estado de Goiás, do Coro Sinfônico de Goiânia, da Orquestra Sinfônica de Goiânia e da Orquestra Filarmônica de Goiás, da qual exerceu o papel de regente titular. Foi Secretário da Cultura, Esporte e Turismo de Goiânia, bem como autor de diversas obras para piano, canto, cordas, obras sinfônicas, dezenas de arranjos para coro e quase uma centena de canções populares e líricas com textos de poetas brasileiros e estrangeiros. Foi o compositor do Hino do Estado de Goiás, sancionado pela Lei estadual nº 13.907 de 21 de setembro de 2001. Foi professor da Universidade de Rostock (Alemanha Oriental), da Universidade de Concepción (Chile) da Universidade Federal de Goiás e da Universidade de Brasília, que mantém uma placa no Departamento de Música em homenagem como pioneiro na instituição.
Durante a ditadura militar no Brasil, na Ala Vermelha do Partido Comunista do Brasil (PCdoB), foi preso e exilado político. Primeiramente no Chile, morou em Concepción durante o governo Salvador Allende até o golpe militar que o depôs, perseguido pelo governo do ditador Augusto Pinochet. Exilou-se então na Europa, morando na Holanda e Alemanha Oriental.

## Biografia
Natural de São José do Tocantins, atual Niquelândia, é o oitavo filho dos nove que tiveram Oscar Jayme e Zita de Aquino. Viveu seus primeiros anos de vida em Nazário mas costumava dizer que se sentia de Pirenópolis. Começou seus estudos musicais em Goiânia, obrigado pela irmã mais velha Marilu a estudar piano, que o ensinou as primeiras técnicas. Com o rigor e disciplina da irmã, seus progressos foram rápidos passando a estudar com uma professora mais gabaritada, Amélia Brandão Nery, a Tia Amélia, exímia executora de chorinho, pianista e compositora renomada. Com a mudança de Tia Amélia pro Rio de Janeiro, ficou sem professor e com fama de bom pianista, tocando em festas e solenidades. Foi apresentado a pianista e professora Belkiss Spenciére Carneiro de Mendonça tornando-se seu aluno de destaque e consolidando uma longa trajetória no universo musical. Com 16 anos, foi selecionado como bolsista dos Seminários Internacionais de Música de 1958 a 1960, promovidos pela Universidade Federal da Bahia (UFBA), quando estudou piano com Koellreuter e Miklós Kokrom. Cursou pós graduação no Departamento de Música de Brasília da Universidade de Brasília, sob orientação do maestro e compositor Cláudio Santoro, estudando análise e fuga, regência orquestral, instrumentação e orquestração.

### Vida Pessoal
No dia 4 de junho de 1971, Joaquim Thomaz Jayme casou-se com a chilena Mitzi Virginia Segovia Loprestti (1950) em Santiago do Chile, com quem teve um filho, Oscar Herman Jayme Segovia (1973) e um neto, Santiago Segovia Gonçalves Jayme (1998).

### Ditadura Militar
Militante político de esquerda, de orientação marxista, na Ala Vermelha do Partido Comunista do Brasil (PCdoB), foi da linha chinesa do partido do qual foi membro fundador e ocupou cargo de suplente do comitê estadual. Foi preso e exilado em 1966 com a queda do partido em Goiás. Durante seu exílio, primeiramente no Chile durante os governos de Eduardo Frei e Salvador Allende, morou em Santiago onde conheceu sua esposa Mitzi Segovia. Em 1971, se transladaram pra Concepción, onde atuou como professor titular e diretor do Escola Superior de Música da Universidade de Concepción. Após o o golpe militar que se sucedeu no Chile, depondo Salvador Allende, foi perseguido pelo governo do ditador Pinochet onde ficou preso com outros brasileiros na Ilha Quiriquina. Assim, graças a um salvo-conduta das Nações Unidas exilou-se na Europa, morando na Holanda e Alemanha Oriental.  Chegou em Rotterdam com a esposa, onde tiveram seu único filho e permaneceram pouco tempo. Por sua posição política, desistiu de morar na Holanda, um país capitalista, para viver na Alemanha Oriental (RDA), onde fez um Mestrado em Musicologia pela Universidade de Rostock (Wilhelm-Pieck-Universität Rostock), e foi professor por 5 anos dessa mesma Universidade até antes da anistia e seu regresso para o Brasil.

### Trajetória Profissional
Após ter completado sua graduação na Universidade Federal da Bahia (UFBA) em piano, foi professor no Departamento de Música da Universidade de Brasília, regente do Coral dessa Universidade e assistente da sua Orquestra de Câmara. Em seguida, mudou-se para São Paulo onde foi professor titular e coorganizador da Fundação das Artes de São Caetano do Sul e regente de sua orquestra de cordas, Musicâmara. Professor titular e diretor da Escola Superior de Música da Universidade de Concepción. Professor por 5 anos Universidade de Rostock na Alemanha. Novamente, professor assistente e adjunto do Departamento de Música da Universidade de Brasília e professor no antigo Instituto de Artes da Universidade Federal de Goiás. Redator musical, inspetor chefe e maestro assistente da Orquestra Sinfônica do Teatro Nacional de Brasília.
Foi fundador e regente titular do Coral do Estado de Goiás, fundador e maestro da Orquestra Sinfônica de Goiânia, da Orquestra Filarmônica de Goiás bem como fundador e diretor da escola de música do centro cultural Gustav Ritter.
Foi nomeado duas vezes secretário da cultura, uma com o nome de Secretário da Cultura, Esporte e Turismo de Goiânia e uma última em 2012 como Secretário Municipal de Cultura.

#### Orquestra Sinfônica de Goiânia
A Orquestra Sinfônica de Goiânia foi criada em 1993, pelo Maestro Joaquim Jayme e pelo então Secretário Municipal de Cultura Kleber Adorno. A instituição, uma das unidades da Secretaria Municipal de Cultura da Prefeitura de Goiânia, abriga uma orquestra composta por 75 músicos, e um coro de 48 vozes. Funcionou como Fundação Orquestra Sinfônica de Goiânia entre 1995 e 2008. Tem como objetivos principais a promoção, divulgação e coordenação das atividades de música sinfônica, além do apoio à música de câmara e lírica a serviço do desenvolvimento cultural de Goiânia. Foi regente titular e diretor artístico, ademais, foi Superintendente da Fundação Orquestra Sinfônica de Goiânia.

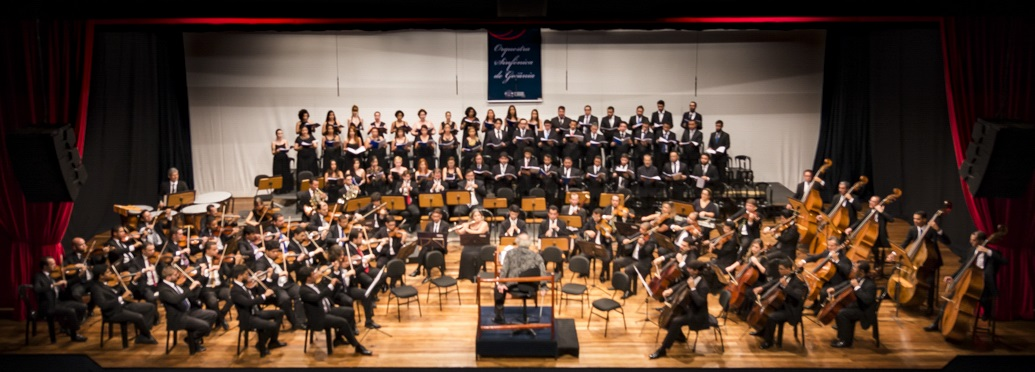
A Orquestra Sinfônica de Goiânia regida pelo maestro Joaquim Jayme.

## Hinos
- Hino do Estado de Goiás
- Hino Oficial de Hidrolândia
- Hino do Atlético Clube Goianiense
- Hino da UniAnhanguera
- Hino da Maçonaria Glória do Ocidente[11]

## Prêmios
Joaquim Thomaz Jayme recebeu a Comenda da Ordem do Mérito Anhanguera como Grande-Oficial. A homenagem é a mais alta condecoração concedida pelo Governo do Estado pelos relevantes serviços prestados ao Estado de Goiás. Ademais disso, o governo de Goiás, por meio do Conselho Estadual de Cultura realizou a entrega do Jaburu para o Maestro, que é a mais alta comenda cultural do estado. A poetisa Cora Coralina foi a primeira a receber o prêmio. Recebeu o prêmio Buritis, o equivalente na esfera municipal.  A honraria Belkiss Spenciére, clássica e valorosa condecoração artística goiana.

## Últimos dias
Após sofrer um AVC em 2016, ficou meses hospitalizado. Estava internado no Centro Estadual de Reabilitação e Readaptação(CRER) quando no dia 15 de maio de 2017 faleceu por uma infecção generalizada.